# Valentin David
Valentin David (n. 6 august 1969 în Caracal, România) este un fost portar român de fotbal,el a avut de ani buni o boală la rinichi.

## Activitate
- FC Olt Scornicești (1985-1990)
- FCM Caracal (1990-1991)
- Universitatea Craiova (1991-1992)
- Jiul IELIF Craiova (1991-1992)
- Electroputere Craiova (1992-1995)
- Steaua București (1994-1995)
- Universitatea Craiova (1995-1996)
- FC Brașov (1995-1996)
- Universitatea Craiova (1996-1999)
- Flacăra Horezu (1998-1999)
- Flacăra Râmnicu Vâlcea (1999-2000)
- FC Extensiv Craiova (1999-2000)
- SV Hannover 96 (1999-2000)
- Hapoel Bnei Sacnin (2000-2001)